# Vellakkalpatty
Vellakkalpatty es una ciudad censal situada en el distrito de Salem en el estado de Tamil Nadu (India). Su población es de 5475 habitantes (2011). Se encuentra a 21 km de Salem y a 52 km de Erode.

## Demografía
Según el censo de 2011 la población de Vellakkalpatty era de 5475 habitantes, de los cuales 3021 eran hombres y 2454 eran mujeres. Vellakkalpatty tiene una tasa media de alfabetización del 79,13%, inferior a la media estatal del 80,09%: la alfabetización masculina es del 87,15%, y la alfabetización femenina del 69,25%.